# Uhersko
Uhersko este o comună și un sat în districtul Pardubice, regiunea Pardubice din Republica Cehă. Are o populație de aproximativ 434 de locuitori.
Principalul obiectiv turistic din Uhersko este Biserica „Adormirea Maicii Domnului”, construită în stil baroc în 1704.

## Geografie
Uhersko se află pe un deal la nord de gara de pe linia de cale ferată Česká Třebová –Praga, pe malul drept al râului Loučná, la 20 km est de Pardubice. De la gară, traseul turistic 4239 (în cehă: Turistická značená trasa 4239) al Clubului Turistic Ceh, marcat cu verde, traversează satul. Traseul are o lungime de 27 de kilometri și leagă Kostelec nad Orlicí⁠(d) de Uhersko.
Pe teritoriul comunei se află Rezervația naturală Bažantnice. Rezervația cuprinde aproape întreaga parte împădurită a zonei dintre comunele Uhersko și Trusnov⁠(d).

## Istorie
Locul unde se află astăzi satul a fost locuit încă din timpurile precreștine. Acest lucru este dovedit prin descoperirea mormintelor de incinerare din cultura Podișului Silezian (în cehă Slezskoplatěnická kultura) și de faptul că satul a fost construit conform obiceiurilor slave vechi, în formă circulară. Satul a fost probabil fondat în secolul al XII-lea.
Prima mențiune scrisă a lui Uhersko datează din  anul 1308, în Cronica lui Dalimil (în cehă: Dalimilova kronika; Kronika tak řečeného Dalimila).
Între anii 1454–1492, fortăreața și satul au fost în proprietatea lui Vilém Jeník din Mečkov.
Fortăreața locală a fost incendiată în 1469 de armata regelui Matei Corvin. Noua fortăreață a fost construită de familia Vitanovští din Vlčkovice înainte de 1599, iar în 1770 pe temelia sa a fost construită o cabană de vânătoare.
După familia Vitanovský, satul a fost cumpărat de familia din Kolovrat⁠(d). Din această familie merită menționat Leopold Vilém Krakovský din Kolovrat, care a reconstruit biserica originală între 1702–1704. În a doua jumătate a secolului al XVIII-lea, satul și-a schimbat proprietarii, iar proprietarul a devenit familia Kinsky⁠(d), care a intrat în istoria satului prin ample activități de construcție. Au construit mai multe clădiri rezidențiale și câteva clădiri agricole.

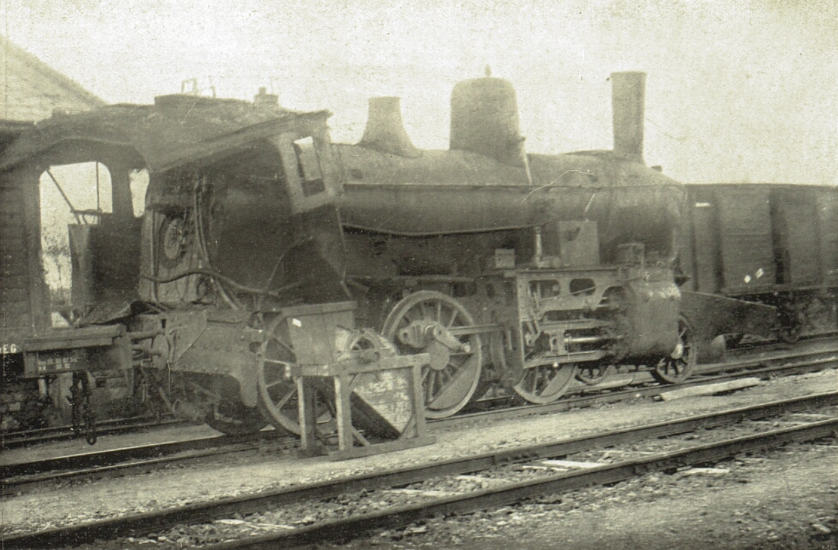
Locomotiva trenului de marfă

De-a lungul istoriei sale, satul a trecut prin numeroase inundații devastatoare și alte dezastre, cum ar fi marele dezastru feroviar din 25 decembrie 1909. Un tren expres (de la Praga la Viena) deținut de Căile Ferate de Stat din Austro-Ungaria s-a ciocnit frontal la viteză maximă cu un tren de marfă oprit. Accidentul s-a soldat cu un total de 13 morți și cel puțin 94 de răniți ușor și grav. Vremea a fost de iarnă cețoasă, cu cer acoperit de nori și vizibilitate redusă. Pagubele totale produse de accident au fost estimate la 10 milioane de coroane austro-ungare.

## Demografie
Populația comunei Uhersko din 1869 - prezent: 

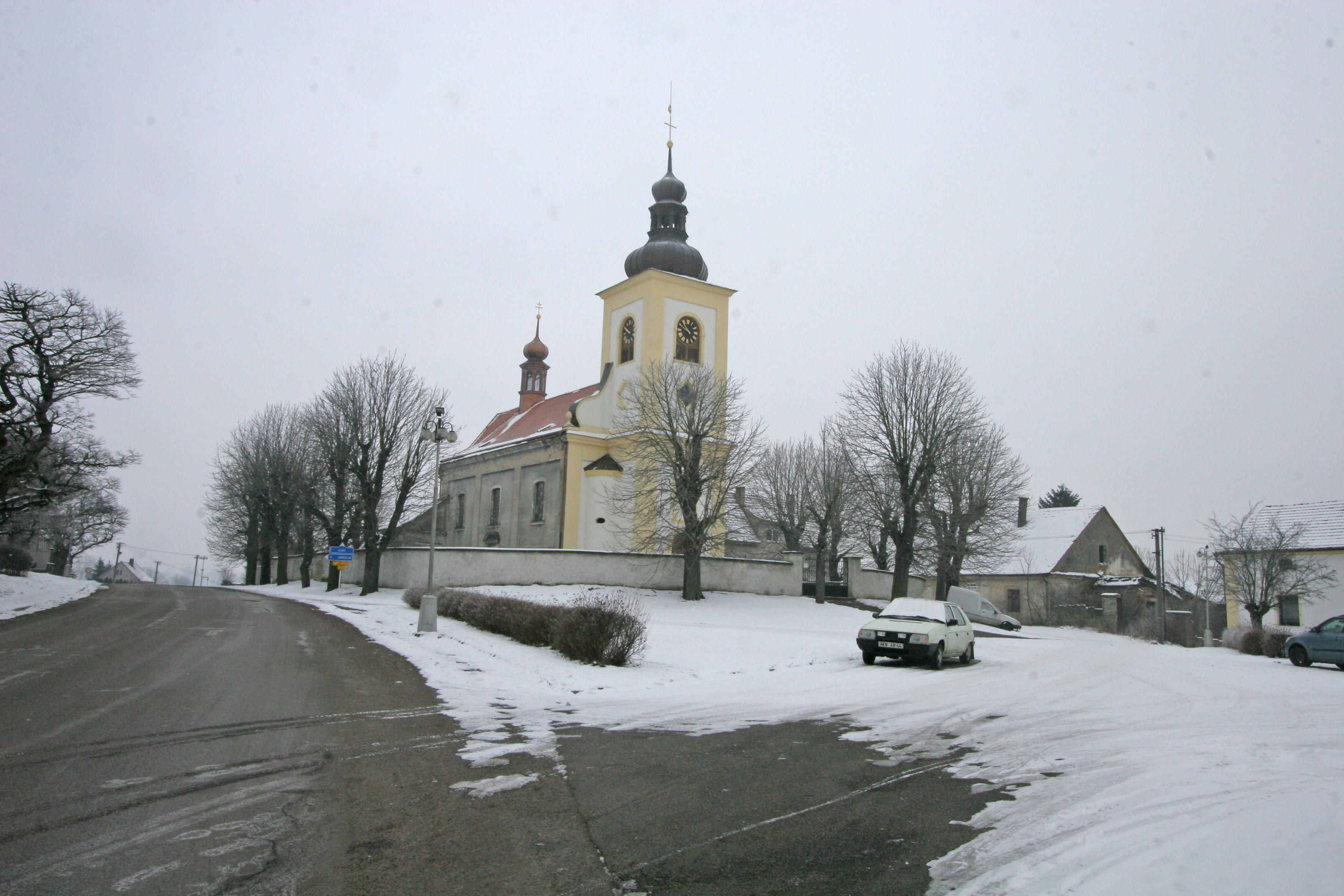
Biserica „Adormirea Maicii Domnului”

## Obiective turistice
Principalul obiectiv turistic din Uhersko este Biserica „Adormirea Maicii Domnului”. Aceasta a fost construită în stil baroc în 1704.

## Persoane notabile
- Alois Mudruňka (1888–1956), pictor și grafician, profesor la Școala de Arte Aplicate din Praga

Dintre numeroasele lucrări grafice ale lui Alois Mudruňka, cea mai cunoscută este prima bancnotă de douăzeci de coroane din Cehoslovacia, valabilă între 1926 și 1945.